# Natalia Lacunza
Natalia Lacunza Sanabdón (Pamplona, 10 gennaio 1999) è una cantante spagnola.

## Biografia
Natalia Lacunza si è iscritta ai provini per la decima edizione del talent show canoro Operación Triunfo, la versione spagnola di Star Academy, appena prima di cominciare gli studi universitari in Comunicazione audiovisiva nel 2018. Ha superato i provini ed è finita per arrivare in finale, classificandosi terza. La compilation con le sue esibizioni, pubblicata a inizio 2019, ha raggiunto il 3º posto della classifica spagnola. Attraverso Operación Triunfo ha inoltre acceduto alla selezione spagnola per l'Eurovision Song Contest 2019 con due canzoni: Nadie se salva in duetto con Miki Núñez, e La clave come solista. I due brani si sono classificati rispettivamente 3º e 5º su 10 partecipanti.
A giugno 2019 ha avviato la sua carriera musicale con il singolo Nana triste, che ha raggiunto il 4º posto della classifica spagnola ed è stato certificato disco di platino dalla PROMUSICAE per aver venduto più di 40.000 unità a livello nazionale. Il singolo ha preceduto l'EP Otras alas, distribuito dalla Universal Music Spain, che ha debuttato alla vetta della classifica degli album in Spagna e ha anch'esso ottenuto un disco d'oro.
Il 13 marzo 2020 ha pubblicato il suo secondo EP un progetto di sette canzoni, chiamato EP 2 e sempre distribuito dalla Universal Music Spain. Il 15 ottobre 2021 è uscito il singolo Cuestion de suerte, che fa parte nell'album di debutto Tiene que ser para mi pubblicato il 10 giugno 2022.
il 29 settembre 2023 ha pubblicato il suo terzo EP Duro, composto da cinque canzoni.

## Discografia

### Album in studio
- 2022 – Tiene que ser para mi

### Raccolte
- 2019 – Sus canciones

### EP
- 2019 – Otras alas
- 2020 – EP2
- 2020 – En casa
- 2023 – Duro

### Singoli
- 2019 – Nana triste
- 2019 – Sensación de vivir (con i Morat, Lola Índigo e Lalo Ebratt)
- 2020 – Olvídate de mí
- 2020 – En llamas (con Pol Granch)
- 2020 – Algo duele más
- 2020 – A otro lado
- 2020 – Modo avión (con Cariño)
- 2020 – Enfance 80 (con i Videoclub)
- 2020 – Nuestro nombre
- 2020 – Si volvemos a querernos (con i Chill Chicos)
- 2021 – Corre
- 2021 – No estas (con Maria Blaya)
- 2021 – Quiero dormir contigo (con Trashi)
- 2021 – Fuera de tiempo (con InnerCut e Ghouljaboy)
- 2021 – Cuestion de suerte
- 2021 – Todo lamento
- 2022 – Muchas cosas
- 2022 – Todo va a cambiar (con Karma C)
- 2023 – Qué voy a hacer (con Shego)
- 2023 – Prefiero (con María Escarmiento)
- 2023 – Me he pillao x ti (con Ana Mena)
- 2023 – Intro (Duro)
- 2023 – Nunca llega 05
- 2023 – Verdadero